# Gejrrød
Gejrrød er i nordisk mytologi navnet på en jætte, som fik Loke til at lokke Thor med til sin gård våbenløs.
Fader til døtrene Gjálp og Greip. Blev dræbt af Thor.